# فوكس كوميدي
فوكس كوميدي هي شبكة تلفزيونية ، أطلقتها مجموعة فوكس الترفيهية ، وتبث في بولندا والبرتغال . تتضمن برامجه الأساسية العديد من المسلسلات والأفلام الكوميدية.
أطلق في إيطاليا في 1 نوفمبر 2014 وبولندا في 16 يناير 2015 والبرتغال في 18 نوفمبر 2015. تم إغلاق النسخة الإيطالية من فوكس كوميدي في 1 أكتوبر 2019. تم إطلاق نسخة أسترالية من فوكس كوميدي في 1 سبتمبر 2020 ، كدمج بين Foxtel 's Fox Hits و The Comedy Channel (لا تزال الأخيرة مملوكة لشركة News Corp بدلاً من شركة والت ديزني، التي تمتلك مجموعة فوكس الأوروبية)